# Vlag van Zaporizja (oblast)

Vlag van Zaporizja

De vlag van Zaporizja is het symbool van de oblast Zaporizja en werd op 27 juli 2001 officieel in gebruik genomen.
De vlag, die een hoogte-breedteverhouding heeft van 2:3, toont het oblastwapen met de bewapende Zaporozje-Kozak op een roze achtergrond, hoewel sommige bronnen spreken van een rode achtergrond. Qua kleurstelling lijkt de vlag op de vlag van de oblast Charkov, terwijl de kozak ook op de oblastvlag van Dnjepropetrovsk staat. Dit laatste hangt samen met de gemeenschappelijke geschiedenis van beide oblasten als onderdeel van de historische regio Zaporizja.

## Russische bezetting van de oblast Zaporizja

Vlag van de Russische bezetting van de oblast Zaporizja

De vlag van de Russische bezetting van de oblast Zaporizja tijdens de Russisch verzet bestaat uit twee gelijke horizontale strepen, met het wapen van Russische bezetting van de oblast Zaporizja op het midden van de vlag.

Wapen van de Russische bezetting van de oblast Zaporizja
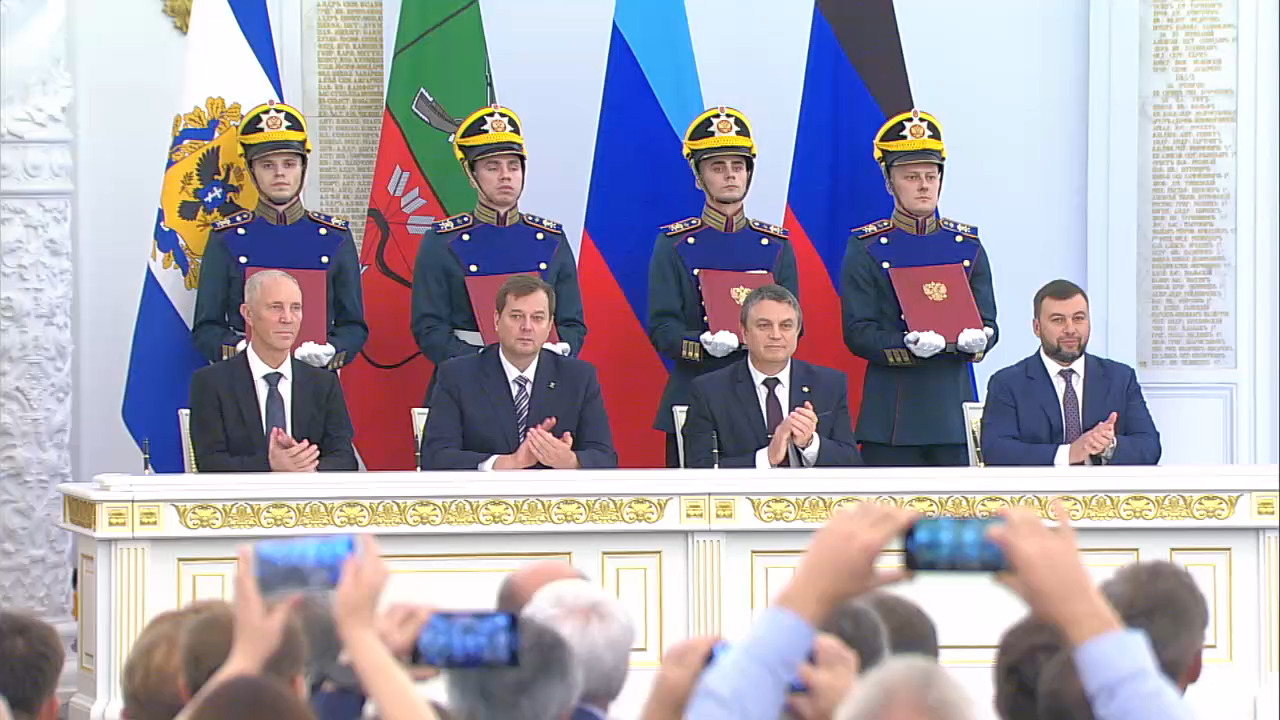
De vlaggen van de vier regio’s van Rusland tijdens de eenwordingsceremonie (van links naar rechts): Cherson, Zaporizja, Loegansk en Donetsk.